# Ptasi Raj
Ptasi Raj − jezioro w Polsce, położone w województwie pomorskim, w granicach administracyjnych Gdańska, na Wyspie Sobieszewskiej. 

## Charakterystyka
Ptasi Raj jest płytkim jeziorem przybrzeżnym, które według regionalizacji fizycznogeograficznej Polski znajduje się na Mierzei Wiślanej.
Jezioro powstało w sposób naturalny tj. w wyniku przerwania pasa wydm w miejscowości Górki koło Gdańska przez Wisłę (Wisłę Śmiałą) w noc z 31 stycznia na 1 lutego 1840 r. i utworzenie się zatoki przybrzeżnej z później powstałą Mierzeją Messyńską, oraz działalności człowieka tj. usypaniem grobli między jeziorem a Wisłą Śmiałą w drugiej połowie XIX w. (przed 1888 r.).
Obecnie Ptasi Raj ma możliwość częściowej wymiany wód z Wisłą Śmiałą przez dwa przepusty w istniejącej grobli. Również w okresach pojawiania się cofki od morza, woda z Wisły Śmiałej przelewa się do jeziora. Chociaż jezioro w swej historii miało okresy odtwarzania swojej powierzchni to obecnie podlega ono stopniowemu procesowi zarastania i zanikowi ze stałym zmniejszaniem się jego powierzchni z 61,5 ha w 1995 roku (kiedy miało długość 1529 m i szerokość 819 m) do 51,78 ha w 2005. Poważny wpływ na ten proces miały prowadzone prace hydrotechniczne, przynoszące w konsekwencji cofanie się linii brzegowej i mierzei w głąb lądu. Jezioro kurczyło się w wyniku zasypywania piaskiem od strony Zatoki Gdańskiej, w ten sposób zasypana została strefa o szerokości około 350 m, a dawna zatoka zmieniła się w jezioro Karaś.
Jezioro Ptasi Raj wraz z sąsiednim jeziorem Karaś i okolicznymi terenami należy do Rezerwatu Ptasi Raj.